# Guaporé (tiểu vùng)
Guaporé là một tiểu vùng thuộc bang Rio Grande do Sul, Brasil. Tiều vùng này có diện tích 3638 km², dân số năm 2007 là 115664 người.